# Clash of Clans
Pour les articles homonymes, voir COC.
Clash of Clans ou abrégé COC (littéralement « Affrontement de Clans ») est un jeu vidéo mobile de stratégie en temps réel massivement multijoueur développé et édité par le studio finlandais Supercell, sorti le 2 août 2012 sur iOS et le 7 octobre 2013 sur Android, en France.

## Système de jeu
Clash of Clans est un jeu de stratégie en ligne massivement multijoueur et de stratégie en temps réel. Le but du jeu est de construire et développer un village fortifié, de former des troupes pour attaquer les villages des autres joueurs et de gagner des guerres de clans contre d'autres clans, qui n'ont pas forcément le même niveau (communément abrégées en GDC).

## Accueil

### Ventes
3 mois après son lancement, Clash of Clans était le numéro 1 des applications aux États-Unis. Le jeu est longtemps resté dans le top des jeux les plus rentables sur iOS et Android.
En 2014, Supercell, l'éditeur de Clash of Clans, aurait généré 1,7 milliard de dollars de profits. Ce serait également le jeu le plus rentable de tout l'univers mobile. Le spot télé diffusé le soir du Super Bowl, évalué à 9 millions de dollars, a été visionné plus de 69 millions de fois.

## Postérité
Le jeu a été suivi par Clash Royale, situé dans le même univers et sorti en mars 2016 et Squad Busters sorti en mai 2024 reprenant des personnages des précédents jeux de l'éditeur dont Clash of Clans. Hormis quelques références mineures, notamment dans le jeu Brawl Stars, les autres jeux de Supercell sont sans lien avec Clash of Clans.
En avril 2021, Supercell annonce développer 3 nouveaux jeux dans l'univers de Clash of Clans : Clash Quest, Clash Mini et Clash Heroes. En août 2022 Supercell annonce la fin de Clash Quest, puis en mars 2024 celle de Clash Mini.
En juillet 2024, la pré-alpha du jeu "project Rise" se passant dans l'univers de Clash of Clans fut annoncé.

### Liens externes

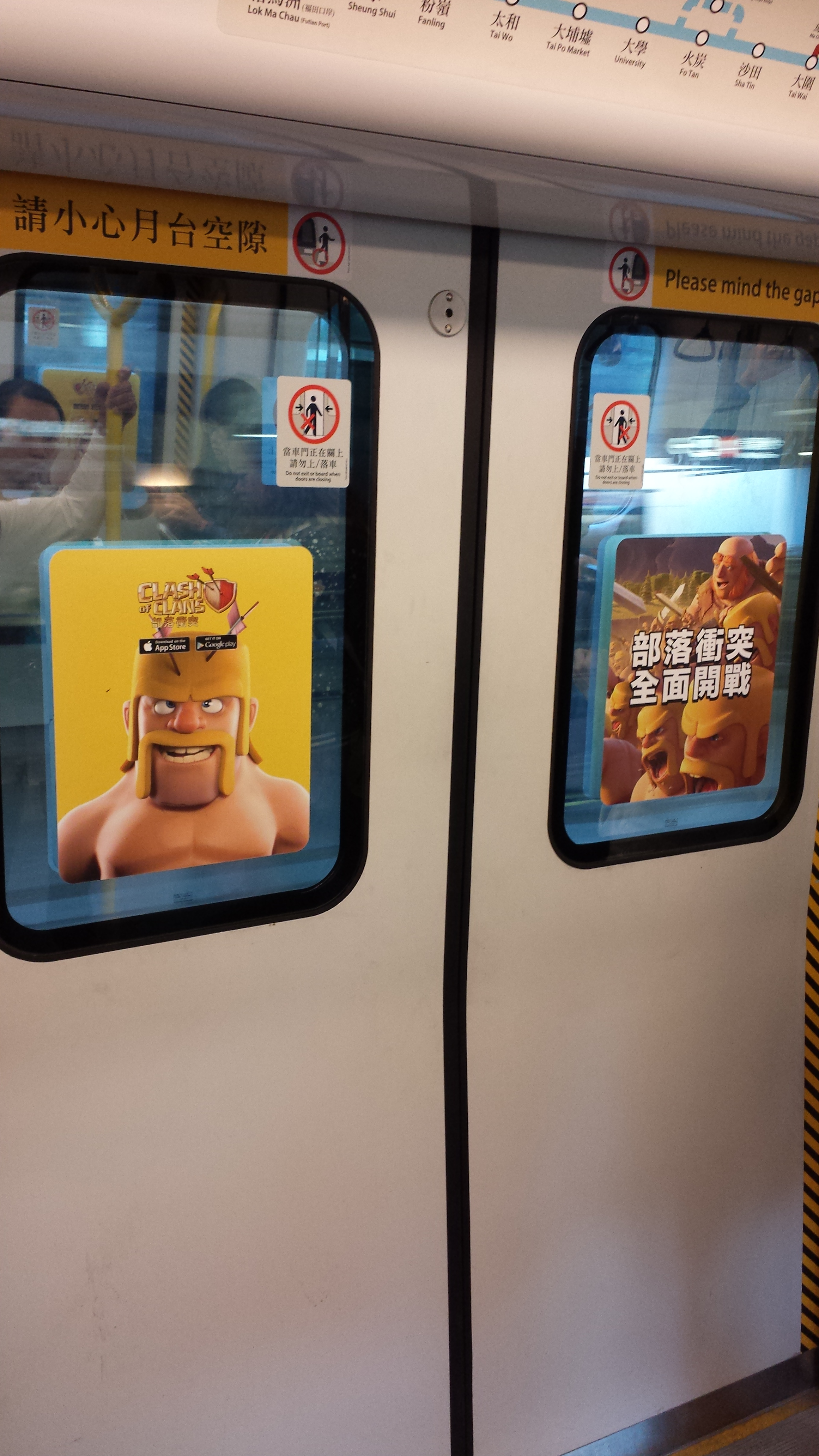

## Adaptation
En mai 2025, il est annoncé qu'une série animée sur l'univers de Clash of Clans est en préparation pour Netflix.